# گلگیر (خودرو)

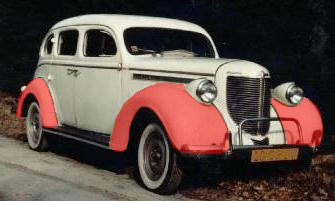
کرایسلر ۱۹۳۸، گلگیر به رنگ قرمز

گلگیر (به انگلیسی: Fender) بخشی از بدنهٔ یک خودرو، موتورسیکلت یا هر وسیلهٔ نقلیهٔ دیگر است که بر دُور چرخ‌های آن وسیله قرار دارد. هدف از ایجاد این وسیله جلوگیری از پرتاب شدن شن و ماسه، گِل، سنگ یا آبِ روی زمین به هوا در زمان حرکت وسیلهٔ نقلیه است.
در طراحی های جدید خودرو، گلگیر به قطعات اصلی و جدا ناپذبر بدنه تبدیل شده که با توجه با جایگاه قرارگبری آن از قطعات پر نتش خودرو در تصادفات خودرویی می باشد.